# Karpate szczęście
Karpate szczęście – piosenka i singel promocyjny albumu Akcji Charytatywnej Trójki pt. Święta bez granic 2015, wykonywana przez dziennikarzy radiowej Trójki alias Przyjaciele Karpia 2015. To już 16. rok Przyjaciół Karpia i refrenu "Krok po kroku, krok po kroczku, najpiękniejsze w całym roczku - idą święta!". Singel został wydany 14 grudnia 2015 przez Agencję Muzyczną Polskiego Radia.

## Przyjaciele Karpia 2015
W składzie zespołu wykonującego piosenkę znaleźli się:
- Artur Andrus
- Piotr Baron
- Katarzyna Borowiecka
- Marcin Łukawski
- Wojciech Mann
- Marek Niedźwiecki
- Michał Olszański
- Katarzyna Pruchnicka
- Katarzyna Stoparczyk
- Kuba Strzyczkowski
- Halina Wachowicz
- chórek - Małgorzata Markiewicz, Marta Zalewska

## Inni twórcy
- muzyka - Wojciech Kaleta (z wykorzystaniem fraz z utworów: "Isn't She Lovely" /muz. Stevie Wonder/, "New York, New York" /muz. John Kander/, "Singin' in the Rain" /muz. Nacio Herb Brown/)
- tekst - Maria Czubaszek, Kuba Strzyczkowski
- Wojciech Zieliński - aranżacja, nagranie instrumentów i produkcja muzyczna
- Jacek Gładkowski - realizacja nagrań w Studiu im. A. Osieckiej, mastering

## Notowania
- Lista Przebojów Trójki: 5[3]